# حمله به تأسیسات نفتی آرامکو (۲۰۱۹)
حمله به بِقِیْق و خُرِیْص ۲۰۱۹، حمله‌ای بود که در ۱۴ سپتامبر ۲۰۱۹ (۲۳ شهریور ۱۳۹۸) تأسیسات تولید نفت آرامکو سعودی در بقیق و خریص در شرق عربستان سعودی را هدف قرار داد. جنبش انصارالله یمن مسئولیت این حمله را بر عهده گرفت و آن را حمله‌ای پهپادی نامید. از سویی ایالات متحده اعلام کرد که حمله با موشک کروز انجام شده و جمهوری اسلامی ایران را مسئول این حملات قلمداد نمود که ایران این اتهام را رد کرد. سخنگوی نیروی هوایی ارتش یمن نیز اظهارات دربارهٔ مداخله ایران یا عراق در این حمله را قویا رد کرد.
این حمله که به گفته حوثی‌ها به وسیلهٔ هفده پهپاد مهاجم صورت گرفت، باعث ایجاد آتش‌سوزی‌های وسیعی در دو مجموعه پالایشگاهی متعلق به شرکت آرامکو گردید. به گفته وزارت کشور عربستان سعودی آتش‌سوزی‌ها چند ساعت بعد از حمله خاموش شدند، اما این تأسیسات تا زمان انجام تعمیرات تعطیل شدند. این تعطیلی با تحت تأثیر قرار دادن تولید ۵ میلیون بشکه نفت در روز، تولید نفت عربستان سعودی را که حدود ۵ درصد از نفت جهانی را تأمین می‌کند، تقریباً به نصف رساند و موجب ایجاد بی‌ثباتی در بازارهای مالی جهانی شد. سه روز پس از این حملات، صادرات نفت سعودی با استفاده از ذخایر نفتی به سطح عادی خود بازگشت. ۱۹ روز پس از این حملات، سعودی توانست تولید نفت خود رابه سطح پیش از حملات برساند.
خبرگزاری رویترز در ۲۵ نوامبر ۲۰۱۹ در گزارشی نوشت: چهار ماه پیش از حمله به آرامکو، مقامات امنیتی ایران در یک مجتمع بسیار امنیتی در تهران جمع شدند. این گروه شامل برجسته‌ترین سران سپاه پاسداران انقلاب اسلامی و شاخه‌ای از نخبگان ارتش ایران بوده که بخشی از اشتغال آن‌ها در حوزه توسعه برنامه موشکی و عملیات مخفی است (یحیی رحیم صفوی و نماینده ای از سوی قاسم سلیمانی از جمله این افراد هستند). در این جلسه سرلشکر حسین سلامی، فرمانده سپاه پاسداران در ابتدا گفت: «زمان آن است که شمشیرها را از نیام بیرون بکشیم و به آمریکاییها بخاطر خروج از برجام درس عبرت دهیم.» از جمله اهداف احتمالی که در ابتدا مورد بحث قرار گرفت بندری در عربستان، یک فرودگاه و پایگاه‌های نظامی آمریکا بودند. در نهایت از طرح‌های تقابل مستقیم صرفنظر شد چرا که می‌توانست واکنش ایالات متحده را در پی داشته باشد. از این رو جمهوری اسلامی تصمیم گرفت تا به تأسیسات نفتی عربستان حمله کند، چراکه هم متحد آمریکاست و هم برد رسانه‌ای و خسارات اقتصادی زیادی به همراه دارد. به ادعای رویترز در یکی از این جلسات که در منزل علی خامنه‌ای رهبر جمهوری اسلامی تشکیل شد، خامنه‌ای موافقت خود را با این حمله اعلام کرد اما تحت این شرط سخت، که «نیروهای ایرانی هیچ فرد غیرنظامی یا آمریکایی را هدف قرار ندهند.» بااینحال رویترز می‌نویسد این موضوع را نمی‌تواند تأیید کند. بر اساس این گزارش حملات پهپادی و موشکی از پایگاهی در اهواز انجام شده و برای پنهان کردن نقش ایران، مسیر پهپادها و موشک‌ها به سمت آسمان عراق و کویت تغییر داده شد تا به سمت عربستان رهسپار شوند. در نهایت هم گزارش موفقیت حمله به خامنه‌ای ارائه شده است.
در ۲۳ آذر ۱۳۹۸ برایان هوک این حمله را «اقدام جنگی» از سوی حکومت ایران توصیف کرد.
آنتونیو گوترش دبیرکل سازمان ملل روز پنجشنبه ۲۳ خرداد ۱۳۹۹ طی گزارشی به شورای امنیت، منشأ موشک‌ها و پهپادهای استفاده‌شده برای حمله به تأسیسات نفتی آرامکو و فرودگاه‌های سعودی را ایرانی دانسته است.

## محل حمله

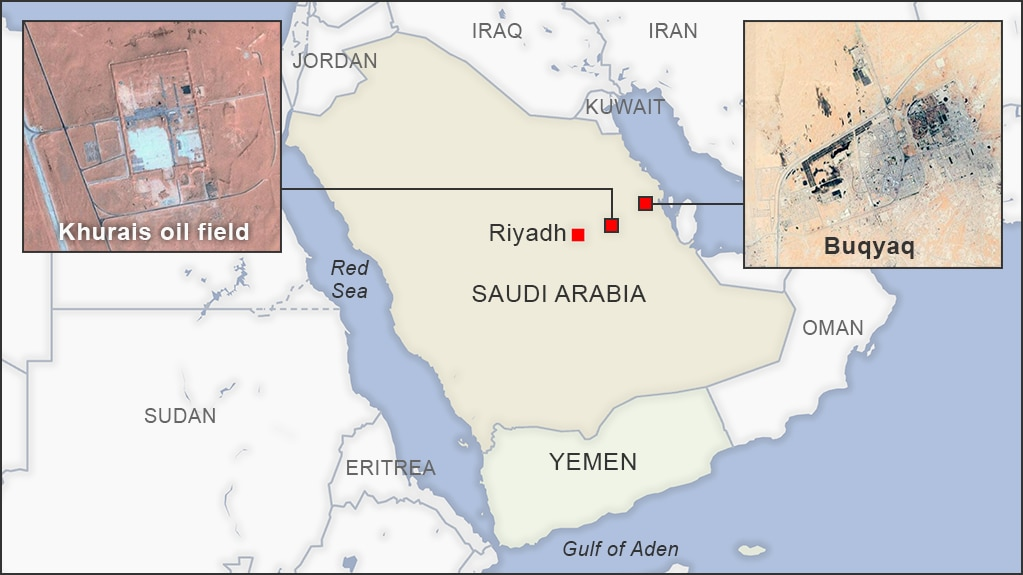
تصاویر هواییِ آسیبهای ناشی از حمله در هر دو میدان

بقیق شهری در ۶۰ کیلومتری جنوب غربی ظهران در شرق عربستان است. ظهران، بزرگ‌ترین مجموعه پالایشگاهی جهان را در خود جای داده و گفته می‌شود که بیشترین صادرات نفت عربستان از این ناحیه انجام می‌شود. تأسیسات بقیق که توسط آرامکو به عنوان «بزرگ‌ترین تأسیسات پالایش نفت خام در جهان» به‌شمار می‌آید، با از بین بردن ناخالصی‌های گوگرد، نفت خام ترش را قبل از انتقال به پالایشگاه‌های نفتی دیگر به نفت خام شیرین تبدیل می‌کند. این شرکت روزانه ۷ میلیون بشکه نفت یا حدود ۷٪ از تولید روزانه جهانی نفت را پالایش می‌کند. باب مک نالی، عضو سابق شورای اقتصادی ملی و شورای امنیت ملی ایالات متحده، به رویترز گفت که «یک حمله موفقیت‌آمیز به بقیق می‌تواند شبیه حمله قلبی گسترده برای بازار نفت و اقتصاد جهانی باشد.»میدان نفتی خریص نیز حدود ۱٫۵ میلیون بشکه نفت در روز تولید می‌کنند و تخمین زده می‌شود تا ۲۰ میلیارد بشکه نفت نیز ذخیره داشته باشد.

## حمله
وزارت کشور عربستان سعودی در گفتگو با آژانس خبری عربستان سعودی اظهار داشت: «در ساعت ۴٫۰۰ صبح (01:00 GMT) تیم‌های امنیتی صنعتی آرامکو شروع به مقابله با آتش‌سوزی در تأسیسات این شرکت در مناطق بقیق و خریص در نتیجه حمله هواپیماهای بدون سرنشین کردند.» گفته می‌شود که این حمله توسط هواپیماهای بدون سرنشین انجام شده است، زیرا نگهبانان آرامکو برای دفع هواپیماهای بدون سرنشین به سمت آن شلیک کرده‌اند. آتش‌سوزی‌ها چندین ساعت به طول انجامید و خبری مبنی بر تلفات جانی گزارش نشده است؛ اگرچه از آمار مجروحان نیز خبری در دست نیست. برخی خبرگزاری‌ها از جمله رویترز از اعزام دستکم ۱۵ آمبولانس به محل حادثه خبر داد.

## مهاجمان
وزارت کشور عربستان سعودی منبع این حمله را شناسایی نکرده اما تحقیقات را آغاز کرده است.
حوثی‌ها ساعتی پس از حمله بیانیه ای صادر کردند و مسئولیت ارسال هفده هواپیمای بدون سرنشین برای از کار انداختن تأسیسات نفتی را برعهده گرفتند. حوثی‌ها یمن گفته‌اند که این حملات حق آنها برای تلافی حملات هوایی و سایر حملاتی است که ائتلاف به رهبری عربستان سعودی به این کشور وارد نموده است. سخنگوی نظامی حوثی‌ها در بیانیه خود در مورد حمله به تأسیسات نفتی گفت: «این حملات حق ما است و ما به رژیم سعودی قول می‌دهیم که در صورت ادامه محاصره و تجاوز، عملیات بعدی گسترده‌تر و دردناک تر خواهد بود.»
حوثی‌ها در بیانیه خود اعلام کرده بودند، «همکاری شرافتمندان داخل سعودی، نقش مهمی در موفقیت این عملیات هوایی در عربستان داشته است». برخی مفسران می‌گویند، این بیان می‌تواند انگارهٔ وقوع حمله از «داخل خاک عربستان» را تقویت کند.
در هفته‌های قبل، حملات پهپادی مشابهی به زیرساخت‌های نفتی عربستان سعودی انجام شده اما با آسیب یا ضربه قابل توجهی همراه نبوده است.

### گزارش دبیرکل سازمان ملل
بنا بر گزارش خبرگزاری رویترز روز پنج‌شنبه ۲۲ خرداد ۱۳۹۹ / ۱۱ ژوئن ۲۰۲۰ آنتونیو گوترش دبیرکل سازمان ملل، گزارشی به شورای امنیت ارائه کرده است که در آن منشأ موشک‌ها و پهپادهای استفاده‌شده برای حمله به تأسیسات نفتی آرامکو و فرودگاه‌های سعودی در سال گذشته را ایرانی دانسته است.

### اتهامات ایران
یک مقام ارشد آمریکایی که نامش فاش نشد اظهار کرد که ده‌ها موشک کروز به همراه بیش از بیست هواپیمای بدون سرنشین در حملات نقش داشتند. ایالات متحده اعلام داشت که در تحقیقات مرتبط با حمله و تأمین و ثبات تأمین انرژی با عربستان همکاری خواهد کرد. مایک پمپئو وزیر خارجه وقت اظهار کرد که ایران پشت حملات بوده است. مقامات آمریکایی روز سه شنبه به شبکه خبری «سی‌بی‌اس» گفتند که حملات اخیر از نقاطی در شمال خلیج فارس صورت گرفته است. بنا بر این گزارش، سامانه‌های دفاع موشکی عربستان همگی به سمت جنوب و یمن معطوف هستند و در قبال موشک‌هایی که از شمال می‌آیند کارایی ندارند. یک خبرنگار سی بی اس با در نظر گرفتن این نکته که حملات در مناطق غربی و شمال غربی بخش‌های بقیق صورت گرفته نوشت که انجام این حملات بابت مسافت حدوداً هزار کیلومتری توسط پهپاد از سوی حوثی‌ها در یمن که در موقعیت شرقی شبه جزیره عربستان هستند بسیار دشوار است. یک گزارشگر بی‌بی‌سی گزارش داد که تصاویر ماهواره ای حمله از ضلع غربی بقیق را نشان می‌دهد. برخی تحلیل گران بیان کردند که پهپادها با هدف ایجاد پارازیت علیه رادارهای سامانه دفاع موشکی پاتریوت فرستاده شدند تا موشک‌های کروز بتوانند از سامانه دفاعی رد شوند.
سخنگوی ائتلاف به رهبری عربستان سعودی، سرهنگ ترکی الملکی از نیروی هوایی سلطنتی عربستان سعودی، در تاریخ ۱۶ سپتامبر طی یک بیانیه اظهار داشت که به نظر می‌رسد این هواپیماهای بدون سرنشین مشابه تسلیحات ایرانی بوده و برخلاف اظهارات حوثی‌ها بعید است که از یمن پرتاب شده باشند. وی افزود که ائتلاف همچنان در حال انجام تحقیقات برای تعیین یافتن منشأ پهپاد هاست. ترکی الملکی، سخنگوی وزارت دفاع عربستان، در کنفراسی مطبوعاتی که در تاریخ ۱۸ سپتامبر برگزار شد اظهار کرد که حمله توسط موشک‌هایی که از مبدأ ایران شلیک شده‌اند صورت گرفته است. او با نمایش بقایای موشک‌های شلیک شده و پهپادها اظهار داشت که تسلیحات توسط ایران استفاده شده‌اند.
در ۱۷ سپتامبر یک مقام ارشد ایالات متحده که نامش فاش نشد به سی‌بی‌اس نیوز گفت که ایالات متحده محلی دقیق در ایران را شناسایی کرده که پهپاد و موشک‌ها از آنجا در جنوب ایران شلیک شده‌اند. در همان روز به گزارش وال استریت جورنال مقامات سعودی نیز به‌طور فزاینده ای اطمینان داشتند که حملات از سوی ایران صورت پذیرفته.
اما به گفته مقامات آمریکایی این حمله با موشک‌های قاره‌پیمایی صورت گرفته که بقایای یافته شده برخی قطعات موشک‌ها در محل حادثه نشان می‌دهد این حمله از درون ایران انجام شده است.

#### واکنش ایران به اتهام‌ها
حسن روحانی ضمن رد کردن اتهام آمریکا، حمله به تأسیسات نفتی عربستان سعودی را «حمله متقابل و مشروع یمنی‌ها» دانست و گفت که کار یمنی‌ها «دفاع مشروع از خودشان و به عبارتی حمله متقابل است» وی این مسئله را نشئت گرفته از مداخله عربستان در جنگ یمن عنوان کرد. محمد جواد ظریف، وزیر امور خارجه ایران نیز در واکنش به اظهارات پمپئو آن را «سیاست دروغ حداکثری» نامید که آمریکا پس از «سیاست فشار حداکثری» به دنبال آن است.
امیر حاتمی وزیر دفاع و پشتیبانی نیروهای مسلح ایران ضمن رد اتهام‌ها مبنی بر نقش داشتن ایران در انجام حملات به تأسیسات نفتی آرامکو اظهار کرد که هر تهدید احتمالی را با قاطعیت پاسخ می‌دهند.

### اتهامات عراق
به گزارش میدل ایست آی یک مقام اطلاعاتی ناشناس عراق گفت که این حملات در تلافی حمله هواپیماهای بدون سرنشین اسرائیلی "با حمایت مالی سعودی" به مواضع نیروهای بسیج مردمی عراق در ماه اوت، از جنوب عراق توسط این نیروها صورت گرفته. دفتر نسخت وزیری عراق با تکذیب این خبر گفت که از قلمرو عراق حمله ای صورت نگرفته و عهد کرد که با هرگونه تلاش برای حمله به دیگر کشورها از خاک کشورش مقابله می‌کند. ایالات متحده نیز استفاده از خاک عراق برای ترتیب دادن حمله‌ها را نپذیرفت.

## واکنش‌های جهانی
دونالد ترامپ، رئیس‌جمهور آمریکا، درخصوص حملات گفت که آماده انجام اقدامات نظامی است و منتظر است تا مقصر توسط مقامات سعودی تعیین شود. وی بعدتر تصریح کرد که ایران مسئول این حمله به نظر می‌رسد، اما او خواهان اقدام نظامی نیست. با این حال به گزارش ایرنا، ایران ضمن انکار مجدد حضور در حمله به تأسیسات نفتی آرامکو، به ایالات متحده هشدار داده که هرگونه اقدام علیه آن در پی حمله به تأسیسات آرامکو را «فوراً» پاسخ خواهد داد. بریتانیا حملات را تهدیدی علیه بازار انرژی و نقص اصول بین‌المللی قلمداد کرد و از ضرورت برخورد با عاملان حمله گفت.

چین ضمن این که خواستار حفظ آرامش شده، در موضع‌گیری‌های خود هیچ کشوری را سرزنش نکرده است.

به گزارش رویترز، وزارت خارجه فرانسه اعلام کرده که این کشور در اظهارنظر در مورد عامل این حملات عجله نخواهد کرد.

رویترز به نقل از یک مقام ارشد آمریکایی گفته است «این کشور به دنبال طرح موضوع حمله به تأسیسات نفتی آرامکو سعودی در شورای امنیت سازمان ملل متحد است هرچند احتمالاً روسیه با این کار مخالفت می‌کند.»

دونالد ترامپ رئیس‌جمهوری آمریکا در پی مسئول دانستن ایران در این حملات، دستور وضع تحریم‌های جدید علیه جمهوری اسلامی (قرار گرفتن بانک مرکزی جمهوری اسلامی ایران در لیست تأمین کنندگان تروریسم) و اعزام تعدادی محدودی نیروی نظامی برای کمک به حفظ امنیت عربستان سعودی را داد. مایک پمپئو، وزیر خارجه آمریکا، همان زمان تهران را پشت این حملات دانست و در توئیتر رسمی خود نوشت در حالی که حسن روحانی و جواد ظریف تظاهر به دیپلماسی می‌کنند، تهران پشت نزدیک به ۱۰۰ حمله به عربستان سعودی است. باوجود همه درخواست‌ها برای کاهش تنش، ایران حالا یک حمله بی‌سابقه را علیه عرضه انرژی جهان انجام داده است و هیچ نشانه‌ای وجود ندارد که حملات از سوی یمن باشد.
به گفتهٔ آنتونیو گوترش دبیرکل سازمان ملل متحد، متخصصان این سازمان برای بررسی شواهد موجود در حمله به تأسیسات نفتی عربستان راهی این کشور شده‌اند.
- در ۲۰ آذر ماه دبیرکل سازمان‌ملل‌متحد، اعلام‌کرده این سازمان نمی‌تواند مستقلاً تأیید کند که موشک و پهپادهای به‌کار رفته در حمله به تاسیسات‌نفتی شرکت سعودی آرامکو و نیز حمله‌ها به تأسیسات نفتی عفیف، خریص و بقیق و فرودگاه أب‌های سعودی، سرمنشأ ایرانی داشته است.

این گزارش البته افزوده حوثی‌ها هم نشان‌نداده‌اند که چنین سلاح‌های پیش‌رفته‌ای دارند.
پیش‌تر عربستان، آمریکا و قدرت‌های اروپایی ایران را به حمله‌به آرامکو متهم کردند.

## تبعات

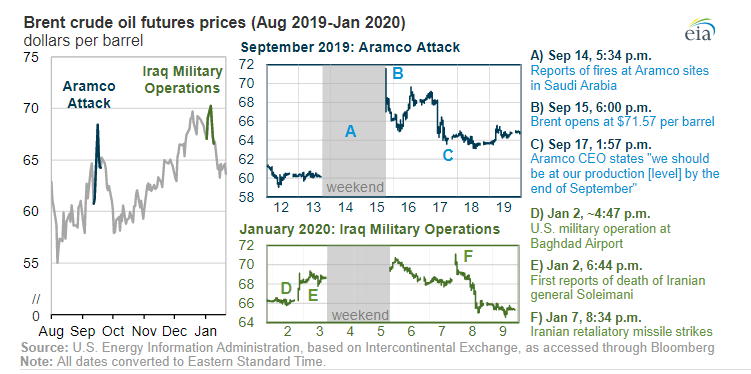
اختلالات عرضه نفت خام

### تأثیر بر شرکت سعودی آرامکو
ظرفیت این پالایشگاه که بزرگ‌ترین پالایشگاه نفت دنیا محسوب می‌شود تا پیش از حملات بالای هفت میلیون بشکه در روز بود. گمانه زنی‌ها حاکی از این بود که بازسازی خسارت‌های وارده تا ماه‌ها زمان خواهد برد. حملات منجر به تأخیر در تحویل سفارش‌ها به چین شد هرچند که بعدتر اعلام شد این تأخیر ارتباطی با حجم خرید چین ندارد. همچنین ژاپن یکی از خریداران عمده نفت از عربستان اعلام داشت ذخایرش برای حدوداً دویست روز نیاز کشور را تأمین می‌کند. همچنین اعلام شد که عربستان ناگزیر به خرید دیزل‌کم‌گوگرد از سنگاپور شده است.

### تأثیر بر بازار جهانی نفت
مقامات عربستان سعودی گفتند که این حملات باعث تعطیلی تأسیسات نفتی شد و تولید نفت این کشور را از ۹٫۸ به حدود ۴٫۱ میلیون بشکه در روز رساند و بدین شکل روزانه ۵٫۷ میلیون بشکه نفت یا تقریباً ۵٪ از تولید روزانه جهان را از دست داد. پیش‌بینی می‌شد این دو مجموعه پالایشگاهی تا ۱۶ سپتامبر ۲۰۱۹ به ظرفیت اسمی خود برگردند و برای تأمین کمبود تولید، از نفت ذخیره استفاده کنند. با این حال، دیگر مقامات دولت سعودی تخمین زده‌اند که زمان برای بازیابی کامل تولید «چند هفته و نه چند روز» طول خواهد کشید.
با شروع بازار در شامگاه ۱۵ سپتامبر، قیمت‌های قرارداد آتی نفت خام برنت تقریباً ۲۰ درصد افزایش یافت. بازارهای دیگر نیز شاهد نگرانی‌های مربوط به عرضه نفت از جمله بنزین و نفت گرمایشی ایالات متحده و نیز بازار طلا بودند. در ایالات متحده آمریکا، رئیس‌جمهور ترامپ اجازه انتشار ذخایر استراتژیک نفتی آمریکا برای کمک به تثبیت قیمت انرژی در ایالات متحده را صادر کرد. این ذخایر بالغ بر ۶۳۰ میلیون لیتر نفت ذخیره‌سازی شده بودند.

### تبعات بین‌المللی
روزنامه «واشینگتن پست» با اشاره به حمله به دو پالایشگاه شرکت آرامکوی عربستان سعودی، در گزارشی آورده است: «پنتاگون بعد از حملات به تأسیسات نفتی سعودی، بر خویشتنداری تأکید می‌کند».

طبق این گزارش، «مقام‌های ارتش آمریکا در محافل خصوصی بر لزوم در پیش گرفتن احتیاط تأکید کرده و به دنبال کاستن از تنش‌ها هستند؛ تنش‌هایی که به باور آنها ممکن است آمریکا را به یک درگیری خونین احتمالی با ایران بکشاند، آن هم در برهه‌ای که پنتاگون درصدد کاستن حضور خود در جنگ‌های خاورمیانه و تغییر جهت خود برای رقابت با چین است».

مقام‌های پنتاگون که نخواستند نامشان فاش شود، در گفتگو با این روزنامه تأکید کردند که هیچ نیرو یا تأسیسات آمریکایی در حمله اخیر به عربستان سعودی هدف قرار نگرفته است و در نتیجه، پاسخ نظامی آمریکا «سزاوار نیست».

### مسائل امنیتی
در ۱۵ سپتامبر سال ۲۰۱۹ کابینه کویت اعلام داشت که در قلمرو خود یک پهپاد را مشاهده کرده است و پس از حملات این مسئله را با عربستان و دیگر کشورها در میان گذاشته. کویت همچنین اقدامات امنیتی خود را افزایش داد.

### تحریم ایران
در روز جمعه ۲۰ سپتامبر دونالد ترامپ رئیس‌جمهور آمریکا اعلام کرد که در تلافی نقش احتمالی ایران در حمله به تأسیسات نفتی سعودی آرامکو، بانک مرکزی ایران را تحریم کرده است. او این تحریم‌ها را در عالی‌ترین سطح و بسیار بزرگ توصیف کرد.

## تحلیل
شورای روابط خارجی آمریکا در تحلیلی حملات به تأسیسات نفتی آرامکو در عربستان را دارای مزایای بسیاری برای ایران می‌داند؛ از جمله اینکه اولا، رژیم سعودی را تحت فشار مالی بیشتری قرار می‌دهد؛ دوما، معضل سیاسی گسترده‌ای برای رئیس‌جمهور دونالد ترامپ در یک سال پیش روی انتخابات ایجاد می‌کند؛ و سوم اینکه، ادراک از قدرت سخت ایران در منطقه را تقویت می‌کند. این اندیشکده در تحلیل دیگری با اشاره به خروج ایالات متحده از توافق هسته‌ای و اعمال دوباره تحریم‌ها علیه ایران، و نیز تروریسم اقتصادی که این کشور مدعی است در قبالش صورت گرفته، سهمی از انگیزه برای چنین حمله‌ای را برای ایران قابل درک می‌داند. همچنین به دلیل فشار اقتصادی که ایران با آن مواجه است، حق تلافی را برای خود محفوظ دانسته و ممکن است این اقدام را برای خود توجیه‌پذیر کند.
روزنامه انگلیسی ایندیپندنت در تحلیلی به قلم پاتریک کوبرن ضمن اشاره به بودجه دفاعی ۶۷٫۶ میلیارد دلاری عربستان سعودی در سال گذشته که بخش اعظم آن مربوط به هواپیماهای بسیار گران‌قیمت و سیستم‌های پدافند هوایی شد و نیز ناآگاهی نیروهای آمریکایی مستقر در خلیج فارس از این حمله با وجود بودجه دفاعی ۷۵۰ میلیارد دلاری و بودجه اطلاعاتی ۸۵ میلیارد دلاری این کشور، وقوع این حمله را نشانگر تغییر تعادل قدرت نظامی در خاورمیانه و نیز تغییر ماهیت جنگ در سطح جهانی دانست. کوبرن همچنین بیان می‌دارد که یک قدرت رده متوسط مانند ایران، که تحت تحریم است و منابع و تخصص محدودی دارد، توانسته به تنهایی یا از طریق متحدین، آسیب فلج‌کننده‌ای به عربستان سعودی بزند که از لحاظ نظری بسیار مسلح تر است و ایالات متحده، بزرگ‌ترین ابرقدرت نظامی جهان ظاهراً از آن دفاع می‌کند.